# Karl Schnabl
Karl Schnabl (Villach, 8 maart 1954) is een voormalig Oostenrijks schansspringer. 

## Carrière
Schnabl won tijdens het Vierschansentoernooi 1974-1975 drie van de vier wedstrijden maar eindigde als tweede achter Willi Pürstl. Schnabl behaalde zijn grootste successen tijdens de Olympische Winterspelen van 1976 zijn grootste successen met het winnen van de titel op de grote schans en de bronzen medaille op de kleine schans.

## Belangrijkste resultaten

### Olympische Winterspelen
| Editie | Plaats    | Kleine schans    | Grote schans    |
| ------ | --------- | ---------------- | --------------- |
| 1976   | Innsbruck | Bronzen medaille | Gouden medaille |

### Wereldkampioenschappen schansspringen
| Jaar | Plaats          | Resultaten |
| ---- | --------------- | ---------- |
| 1975 | Bad Mitterndorf | K185       |
| 1976 | Innsbruck       | K70 · K90  |
| 1978 | Lahti           | 4e K120    |